# Волков Олексій Михайлович
Олексі́й Миха́йлович Во́лков (нар. 10 травня 1965, Тернопіль) — український лікар і письменник. Майстер детективного жанру та поет-пісняр. Член Національної спілки письменників України (2003).

## Життєпис
Випускник Тернопільського медичного інституту (1988). Працював хірургом у Кіровоградській обласній лікарні (1989), від 1989 — в Козівській центральній районній лікарні (Тернопільщина).

## Відзнаки і нагороди
Гран-прі Всеукраїнського конкурсу «Золотий бабай» за рукопис роману «Пес», що вийшов під назвою «Виконавець» (2000).
Переможець літературних конкурсів «Золотий Бабай» (2002) та «Коронація слова» (2005), номінант конкурсу «Ґранд-Коронація» (2010), спеціальна відзнака «Ґранд-Коронація» за роман «Вовчий місяць» (2015).
За вагомий внесок у розвиток сучасного українського гостросюжетного роману у 2013 році отримав премію «Золотий пістоль».
1 премія "Ґранд-Коронація (2021) за рукопис «Відкинуті Богом»

## Цікаві факти
Олексій Волков — завзятий мисливець і рибалка. Після публікації перших своїх книг, свідомо перестав читати художню літературу. Телеканал «1+1» придбав права на екранізацію роману «Лікарня на відлюдді».
Наприкінці 2011 року Олексій Волков заявив, що працює також над мелодраматичним романом із робочою назвою «Гра у три руки».

## Доробок
Автор книг-романів:
- Виконавець (2001),
- Чужа мішень (2001, «Зелений пес»),
- Подорож у безвихідь (2003),
- День відбуття (2004),
- Амністія для хакера (2005),
- Переможець отримає все (2007),
- Лікарня на відлюдді (2008),
- Слід на воді (2011),
- Емісар (2012),
- Мертві квіти (2013, «Нора-друк»),[5]
- Вовчий місяць (2015, «Нора-друк»),
- Гра у три руки (2016, «НК-Богдан»).
- Подорож у безвихід (2017, перевидання, «НК-Богдан»)
- Не проси пощади у тіні (2017, перевидання (дещо перероблене) книжки «Виконавець», «НК-Богдан»)
- Шпиталь (2018, «Нора-друк»)[6]
- Відкинуті Богом (2022).

Кіносценарій: «Лікарня».
Збірка оповідань: «Останній крижень».